# Puchar Polski w piłce ręcznej mężczyzn 2012/2013
Puchar Polski w piłce ręcznej mężczyzn 2012/2013 – rozgrywki mające na celu wyłonienie zdobywcy Pucharu Polski, który zakwalifikuje się tym samym do Pucharu Zdobywców Pucharów sezonu 2013/2014. Finał został rozegrany w dniach 13-14 kwietnia 2014 roku.
W sezonie 2012/2013 rozgrywki te składały się z:
- meczów eliminacyjnych,
- meczów 1/8 finału,
- meczów 1/4 finału,
- turnieju Final Four:
  - dwóch meczów półfinałowych,
  - meczu o 3. miejsce,
  - meczu finałowego.

## Klasyfikacja strzelców
| Bramki | Strzelcy        | Drużyna         |
| ------ | --------------- | --------------- |
| ?      | do uzupełnienia | do uzupełnienia |

## Mecze

### Mecze eliminacyjne
| 117 października 2012 | KS Szczypiorniak Dąbrowa Białostocka | 17:39(6:13) | KPR Legionowo |  |
| 117 października 2012 |                                      | 17:39(6:13) |               |  |

### 1/8 finału
| 224 października 2012 | Wybrzeże Gdańsk | 15:36(10:16) | Vive Targi Kielce |  |
| 224 października 2012 |                 | 15:36(10:16) |                   |  |

| 324 października 2012 | Orlen Wisła Płock | 41:24(22:11) | Miedź Legnica |  |
| 324 października 2012 |                   | 41:24(22:11) |               |  |

| 424 października 2012 | MKS Zagłębie Lubin | 28:31(11:16) | MMTS Kwidzyn |  |
| 424 października 2012 |                    | 28:31(11:16) |              |  |

| 524 października 2012 | Azoty-Puławy | 35:33(20:14) | Czuwaj Przemyśl |  |
| 524 października 2012 |              | 35:33(20:14) |                 |  |

| 624 października 2012 | Piotrkowianin Piotrków Trybunalski | 32:29(16:12) | Powen Zabrze |  |
| 624 października 2012 |                                    | 32:29(16:12) |              |  |

| 724 października 2012 | KPR Legionowo | 28:32(11:18) | Gaz-System Pogoń Szczecin |  |
| 724 października 2012 |               | 28:32(11:18) |                           |  |

| 824 października 2012 | ŚKPR Świdnica | 23:32(12:17) | Tauron Stal Mielec |  |
| 824 października 2012 |               | 23:32(12:17) |                    |  |

| 924 października 2012 | KSZO Odlewnia Ostrowiec Świętokrzyski | 15:35(7:17) | Chrobry Głogów |  |
| 924 października 2012 |                                       | 15:35(7:17) |                |  |

### 1/4 finału

#### Runda pierwsza
| 105 grudnia 2012 | Gaz-System Pogoń Szczecin | 26:26(11:14) | Orlen Wisła Płock |  |
| 105 grudnia 2012 |                           | 26:26(11:14) |                   |  |

| 115 grudnia 2012 | Tauron Stal Mielec | 28:24(12:11) | SPR Chrobry Głogów |  |
| 115 grudnia 2012 |                    | 28:24(12:11) |                    |  |

| 125 grudnia 2012 | MKS Piotrkowianin Piotrków Trybunalski | 15:37(8:19) | Vive Targi Kielce |  |
| 125 grudnia 2012 |                                        | 15:37(8:19) |                   |  |

| 135 grudnia 2012 | Azoty-Puławy | 37:36(18:17) | MMTS Kwidzyn |  |
| 135 grudnia 2012 |              | 37:36(18:17) |              |  |

#### Runda rewanżowa
| 1414 grudnia 201118:00 | MMTS Kwidzyn | 26:33(14:13) | Azoty-Puławy |  |
| 1414 grudnia 201118:00 |              | 26:33(14:13) |              |  |

| 1514 grudnia 201118:00 | Vive Targi Kielce | 42:28(19:10) | MKS Piotrkowianin Piotrków Trybunalski |  |
| 1514 grudnia 201118:00 |                   | 42:28(19:10) |                                        |  |

| 1614 grudnia 201118:00 | Orlen Wisła Płock | 33:20(19:10) | Gaz-System Pogoń Szczecin |  |
| 1614 grudnia 201118:00 |                   | 33:20(19:10) |                           |  |

| 1714 grudnia 201118:00 | SPR Chrobry Głogów | 34:28(13:14) | Tauron Stal Mielec |  |
| 1714 grudnia 201118:00 |                    | 34:28(13:14) |                    |  |

### Final Four

#### Półfinały
| 1814 kwietnia 201217:45 | Azoty-Puławy | 25:41(12:19) | Orlen Wisła Płock | Arena Legionowo, Legionowo, Polska Sędzia: Mariusz Kałużny, Tomasz Stankiewicz (Opole) |
| 1814 kwietnia 201217:45 |              | 25:41(12:19) |                   | Arena Legionowo, Legionowo, Polska Sędzia: Mariusz Kałużny, Tomasz Stankiewicz (Opole) |

| 1913 kwietnia 201320:00 | Vive Targi Kielce | 41:22(21:8) | Chrobry Głogów | Arena Legionowo, Legionowo, Polska Sędzia: Cezary Figarski, Dariusz Żak (Radom) |
| 1913 kwietnia 201320:00 |                   | 41:22(21:8) |                | Arena Legionowo, Legionowo, Polska Sędzia: Cezary Figarski, Dariusz Żak (Radom) |

#### Finały

##### Mecz o 3. miejsce
| 2013 kwietnia 2013 | Azoty-Puławy | 32:26(16:14) | Chrobry Głogów | Arena Legionowo, Legionowo, Polska Sędzia: Mariusz Kałużny, Tomasz Stankiewicz (Opole) |
| 2013 kwietnia 2013 |              | 32:26(16:14) |                | Arena Legionowo, Legionowo, Polska Sędzia: Mariusz Kałużny, Tomasz Stankiewicz (Opole) |